# Venta

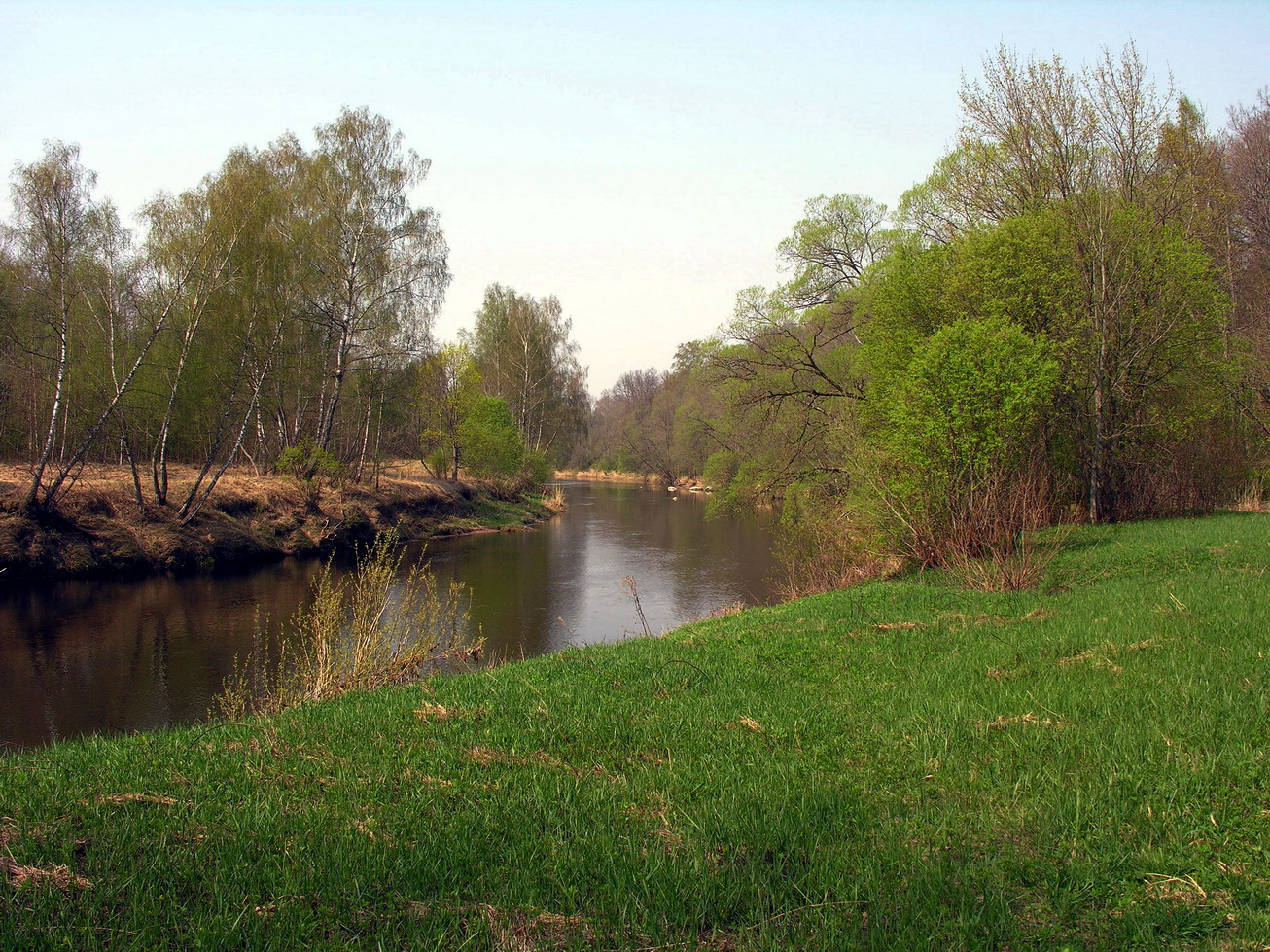
Venta v okrese Mažeikiai na jaře

Venta je řeka v Lotyšsku a v Šiauliaiském kraji Litvy. Je 346 km dlouhá (z toho 178 km v Lotyšsku). Povodí má rozlohu 11 800 km².

## Průběh toku
Odtéká z jezera Medainis na Žemaitijské vysočině, kde protéká úzkou a hlubokou dolinou. Na středním toku teče naopak v rovině, přičemž místy se na ní nacházejí peřeje. Na dolním toku teče jako klidná řeka s dostatečným množstvím vody. V úseku mezi soutokem s Vadakstisem a soutokem s Varduvou tvoří státní hranici mezi Litvou a Lotyšskem.

## Přítoky
Podrobně v článku Přítoky Venty.

## Vodní režim
Nejvyšší vodnosti dosahuje na jaře, kdy se hladina zvedá o 2,5 až 7 m. Významné jsou rovněž letní a podzimní dešťové povodně. Průměrný roční průtok vody činí 95,5 m³/s. Ledová pokrývka je nestálá.

## Osídlení

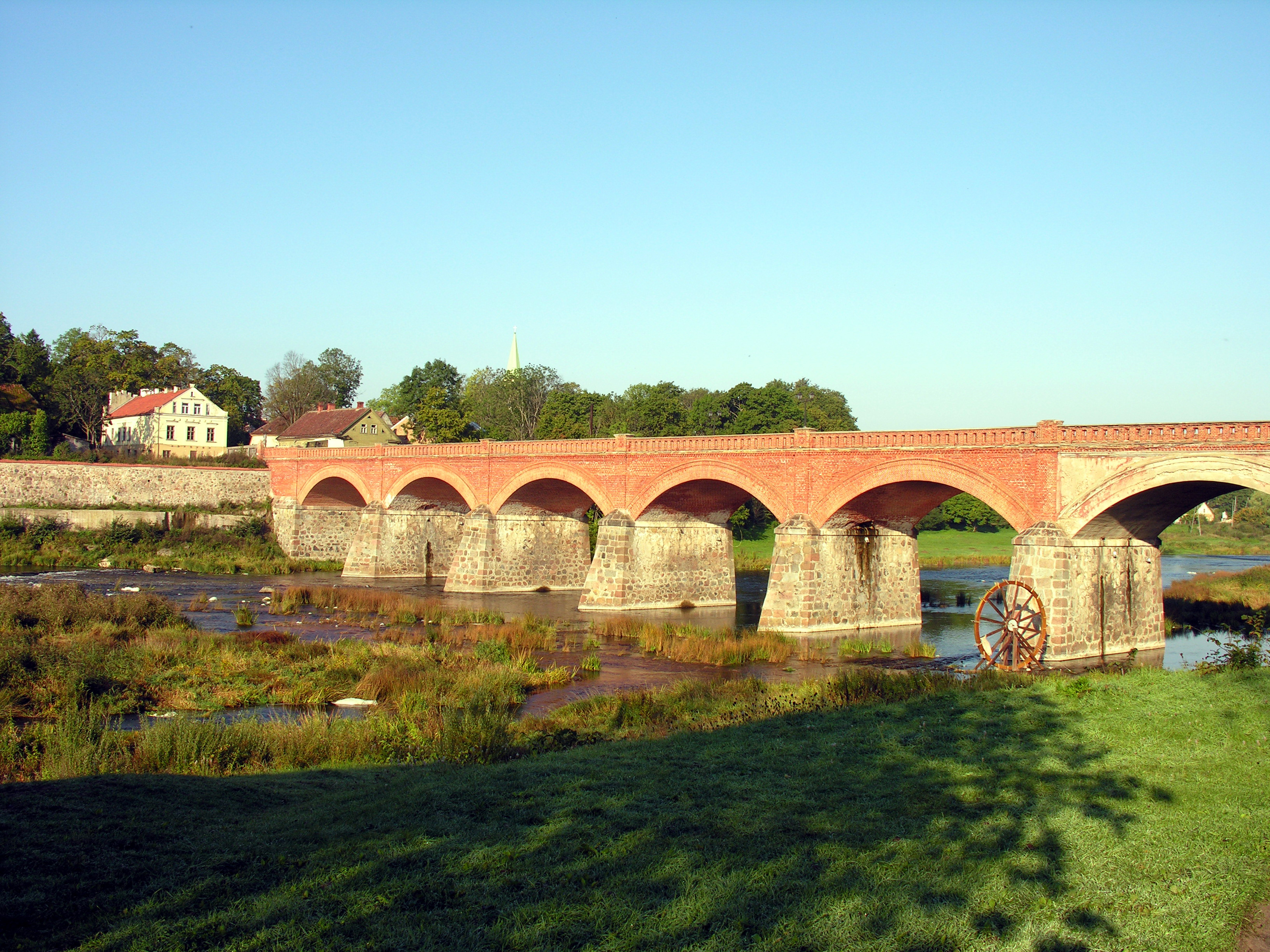
Historický most ve městě Kuldīga

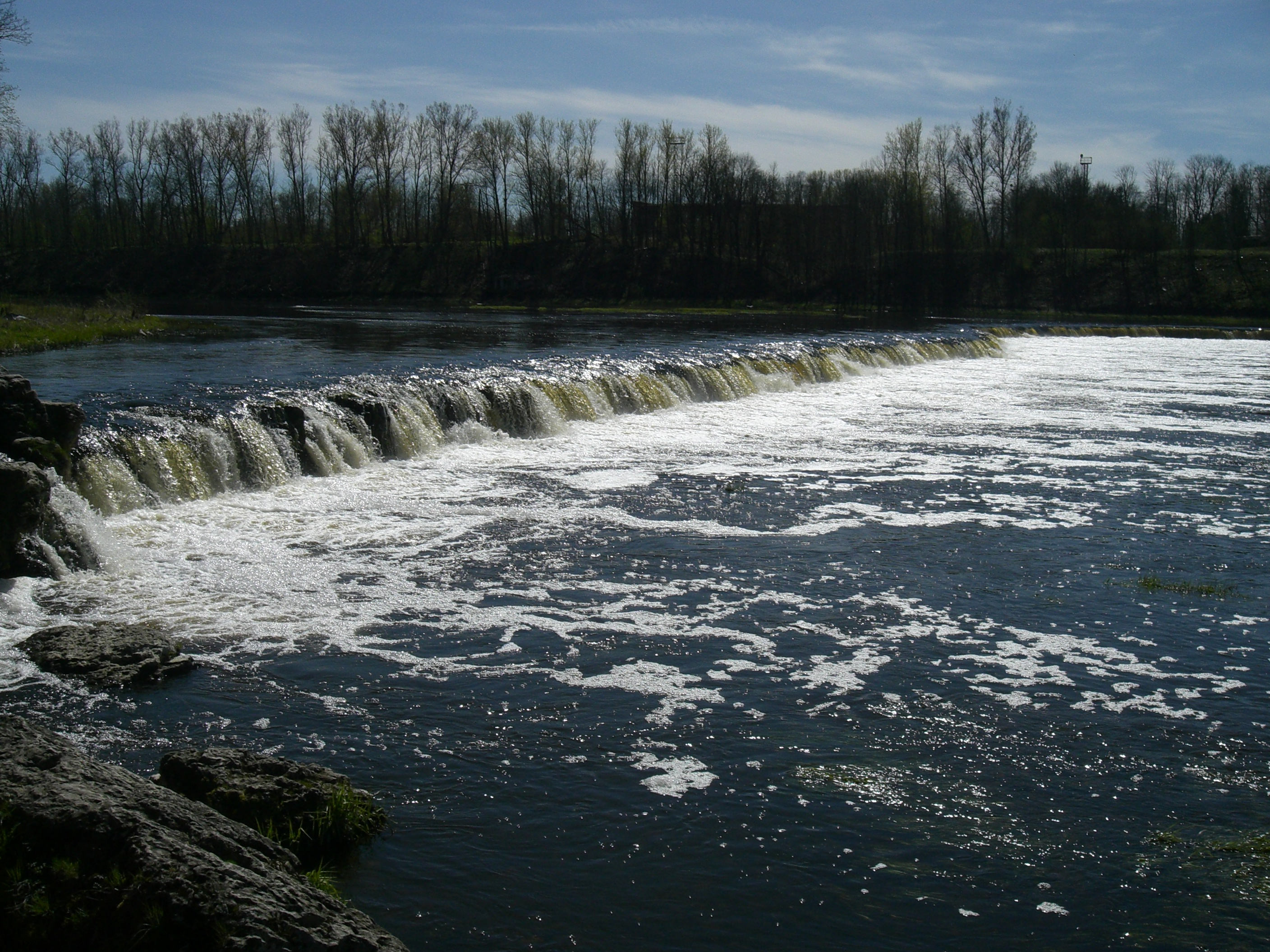
Nejdelší vodopád v Evropě u města Kuldīga

Vodní doprava je možná od města Piltene (Lotyšsko). V ústí leží námořní přístav Ventspils.